# Houlbec-Cocherel

Houlbec-Cocherel este o comună în departamentul Eure, Franța. În 1 ianuarie 2022 avea o populație de 1.270 de locuitori.